# Hanigovce
Hanigovce é um município da Eslováquia, situado no distrito de Sabinov, na região de Prešov. Tem 8,47 km² de área e sua população em 2018 foi estimada em 129 habitantes.

## Demografia
| Ano:        | 1994 | 2004    | 2014   | 2024   |
| ----------- | ---- | ------- | ------ | ------ |
| Broj ljudi: | 173  | 130     | 133    | 126    |
| Razlika:    |      | -24,85% | +2,30% | -5,26% |

| Ano:               | 2023 | 2024   |
| ------------------ | ---- | ------ |
| Número de pessoas: | 127  | 126    |
| Diferença:         |      | -0,78% |